# 2. deild karla 1993
Mùa giải 1993 của 2. deild karla là mùa giải thứ 28 của giải bóng đá hạng ba ở Iceland.

## Bảng xếp hạng
| Vị thứ | Đội          | Số trận | Thắng | Hòa | Thua | Bàn thắng | Bàn thua | Hiệu số | Điểm | Ghi chú                  |
| ------ | ------------ | ------- | ----- | --- | ---- | --------- | -------- | ------- | ---- | ------------------------ |
| 1      | Selfoss      | 18      | 13    | 3   | 2    | 33        | 18       | +15     | 42   | Thăng hạng 1. deild 1994 |
| 2      | HK           | 18      | 10    | 4   | 4    | 54        | 28       | +26     | 34   | Thăng hạng 1. deild 1994 |
| 3      | Völsungur    | 18      | 9     | 5   | 4    | 39        | 27       | +12     | 32   |                          |
| 4      | Víðir        | 18      | 7     | 5   | 6    | 31        | 26       | +5      | 26   |                          |
| 5      | Dalvík       | 18      | 7     | 1   | 10   | 23        | 34       | -11     | 22   |                          |
| 6      | Haukar       | 18      | 6     | 3   | 9    | 31        | 45       | -14     | 21   |                          |
| 7      | Skallagrímur | 18      | 5     | 5   | 8    | 36        | 40       | -4      | 20   |                          |
| 8      | Reynir S.    | 18      | 5     | 5   | 8    | 30        | 34       | -4      | 20   |                          |
| 9      | Magni        | 18      | 5     | 5   | 8    | 22        | 31       | -9      | 20   | Xuống hạng 3. deild 1994 |
| 10     | Grótta       | 18      | 3     | 4   | 11   | 26        | 42       | -16     | 13   | Xuống hạng 3. deild 1994 |